# N-Gage QD
N-Gage QD là một máy chơi trò chơi điện tử cầm tay và điện thoại thông minh của Nokia, và là một thiết kế lại của N-Gage. Thiết bị được công bố vào ngày 14 tháng 4 năm 2004, và phát hành vào ngày 26 tháng 5 năm 2004, dùng chung hệ điều hành Symbian v6.1 với Series 60 1st Edition FP1.
Máy có thiết kế khác với phiên bản N-Gage đầu, nhỏ hơn và tròn hơn, sửa lỗ hổng của vị trí đặt khe thẻ của bản gốc bằng một khe cắm thuận tiện hơn ở dưới cùng thay vì phía sau pin. Tai nghe di chuyển lên trên gần mặt trước máy, thay vì ở bên cạnh như mẫu trước đó.
Thiết bị này được bán lẻ với giá thấp hơn so với N-Gage ban đầu, được hỗ trợ bởi việc thực tế là máy thường được bán kèm theo hợp đồng dịch vụ và các khoản trợ giá hiện hành. Ví dụ: ở Mỹ, N-Gage QD được bán dưới dạng điện thoại trả trước do Cingular cung cấp tại các cửa hàng trò chơi bán lẻ như Electronics Boutique và GameStop.
Thông số kỹ thuật phần cứng: Trọng lượng: 143 gam (0,315 lb), kích thước: 118 mm × 68 mm × 22 mm (4,65 in × 2,68 in × 0,87 in).

## Những thay đổi
Một số tính năng có sẵn trong hệ thống ban đầu, chẳng hạn như phát MP3, thu đài FM và kết nối USB, đã bị loại bỏ khỏi thiết bị mới, có lẽ là để giảm kích thước và chi phí. Thay vì sử dụng N-Gage với các trình điều khiển ổ đĩa di động USB thông thường, người dùng có thể sử dụng Bluetooth hoặc đầu đọc thẻ MMC riêng biệt để truyền tệp vào bộ nhớ thiết bị hoặc thẻ MMC để sử dụng trong N-Gage QD. QD tự bản thân máy không hỗ trợ MP; tuy nhiên, máy vẫn có thể phát MP3 bằng phần mềm của bên thứ ba, mặc dù chỉ ở tần số 16 kHzmono.
Một thay đổi khác so với thiết bị ban đầu là chủ đề "Cam và xám" của mặt ngoài cũng như GUI. Một số người dùng cảm thấy đây là một thay đổi không mong muốn so với GUI 'nhiều màu sắc hơn' của N-Gage gốc. Thậm chí sau đó đã có một số ứng dụng của bên thứ ba nhằm cải tiến giao diện hoặc thay thế hệ thống shell.
Là một điện thoại đi động, N-Gage mới hơn không còn hỗ trợ ba dải tần GSM 900/1800/1900; thay vào đó, máy có hai biến thể băng tần kép, một cho thị trường Mỹ và một cho thị trường châu Âu và châu Á.
Thay đổi duy nhất được thực hiện đối với các nút bấm của máy là thay thế phím điều khiển năm hướng ban đầu (bốn hướng theo thứ tự và một "nhấp chuột" hoặc xác nhận ở giữa) bằng một bộ điều khiển hướng bốn hướng đơn giản hơn và nút "OK" riêng biệt có logo.
QD chạy cùng một phiên bản phần mềm với phiên bản tiền nhiệm, mặc dù phiên bản Symbian 7.0s Series 60 2nd Edition mới hơn đã được xuất xưởng trên một số điện thoại thông minh vào thời điểm công bố QD.

## N-Gage QD Silver Edition
Công bố vào tháng 8 năm 2005, N-Gage QD Silver Edition có thể được coi là một thử nghiệm trong việc cố gắng kéo dài tuổi thọ của dòng sản phẩm N-Gage, trong khi các thiết bị N-Gage mới sẽ được phát triển và khả năng chơi trò chơi N-Gage sẽ được tích hợp sẵn vào dòng sản phẩm Series 60 chính thống. Ngoài những thay đổi về mặt thẩm mỹ và việc thay thế hai nút chơi trò chơi chuyên dụng (5 và 7) bằng các phím tiêu chuẩn, không có sự khác biệt nào trong N-Gage QD Silver Edition so với N-Gage QD thông thường.
Máy được bán tại các thị trường Châu Âu, Trung Đông và Châu Phi vào ngày 1 tháng 9 năm 2005.